# 张新明
张新明（1963年10月—），山西省太原市人，金业集团董事长，曾是山西首富。小名“二汉”，号称“三晋第一煤老板、山西赌王、山西地下组织部长”。媒体称其“涉黑、唆使杀人、骗贷、洗钱、巨额赌博、行贿、偷税，甚至操纵司法买官卖官”。2014年8月4日，张新明被中纪委带走调查，后来导致许多山西高官接连落马，包括于8月23日被调查的山西省委常委、太原市委书记陈川平和山西省委常委、秘书长聂春玉，张新明因此有了新的外号“省部级高官杀手”。2024年11月，大陸媒體報道指張氏涉及澳門周焯華案。